# Метод Корнелла
Система конспектирования Корнелла (также известная как метод Корнелла) — это система ведения конспектов, разработанная в 1940-х годах Уолтером Пауком, профессором Корнелльского университета. Паук рассказал о её использовании в своей популярной книге «Как учиться в колледже».

## Описание метода
Метод Корнелла обеспечивает систематический формат для сокращения и организации конспектов. Эта система предназначена для учащихся старшей школы или колледжа.
Существует несколько способов ведения конспектов, один из наиболее распространенных — это конспекты, состоящие из двух колонок. Студент делит страницу на две колонки: колонка для конспекта (обычно справа) занимает 2/3 страницы, слева 1/3 занимает колонка для вопросов и ключевых слов. Внизу страницы необходимо оставить пять-семь строк или около 5-6 сантиметров.
Конспект
Записи, сделанные во время лекции или работы с текстом пишутся в колонке справа; они обычно включают в себя основные идеи текста или лекции. Длинных предложений следует избегать; вместо них используются символы или сокращения.
Ключевые моменты
Чтобы было удобнее повторять пройденные материал в будущем, в левой колонке записываются вопросы по теме, ключевые слова или план. Также могут быть записаны вопросы, ответов на которые нет в тексте конспекта или учебника, но которые требуют более углубленного изучения темы.
Вывод
Нижняя часть страницы используется для подведения итогов и обобщения темы. Как правило для этого необходимо несколько предложений, если тема не очень обширная. Если же у студента не получается сформулировать вывод, это может говорить от том, что он не очень хорошо понял тему и не может выделить главное. В данный раздел следует включить формулы, термины и т. д.
Изучение и повторение материала
Очень важно уметь пересказать конспекты, закрыв правую колонку (например, бумагой или папкой). Для этого можно использовать выписанные вопросы и ключевые слова. За исключением определений и точных формулировок следует стараться пересказывать своими словами, чтобы лучше понять изученный материал.
Во время учебы следует задавать себе вопросы: «Почему этот материал важен?» «Как я могу применить это в реальном мире?». Ассоциации с жизненными ситуациями помогут быстрее и качественнее запомнить информацию.
Каждую неделю необходимо тратить не менее 10 минут на повторение конспектов по каждой теме. При повторении также следует закрыть правую колонку и пользоваться только записями в левой. Изучая понемногу каждый день или каждую неделю, вы добьётесь хороших результатов, изучив и запомнив больший объём информации.

## Исследования эффективности метода Корнелла
В исследовании, опубликованном в 2010 году Государственным университетом Уичито, сравнивались два метода ведения записей в классе английского языка, и было установлено, что ведение конспектов по методу Корнелла может принести дополнительную пользу в тех случаях, когда от учащихся требуется синтезировать и применять полученные знания, в то время как the guided notes метод (когда ученикам выдаются листы с распечатанной на них информацией и местами для заполнения) лучше подходит для простого повторения материала.
Другое исследование, опубликованное летом 2013 года, показало, что «учащиеся, которых обучили методу Корнелла, делали лучшие конспекты, чем остальные, однако более высоких результатов они не показали».
Ведение записей по методу Корнелла может помочь учащимся организовать и лучше проанализировать всю информацию, которую они узнали. Система конспектирования Корнелла — это не только быстрый метод написания конспектов, но и способ поглощать информацию, которая дается с большей скоростью. Это приводит к лучшим результатам на экзамене.
Этот метод помогает улучшить учебные результаты и навыки слушания.

### Шаблоны для записей по методу Корнелла
- Корнелл для заметок на линованной бумаге PDF-генератор Incompetech.com
- Создание пользовательских PDF-страниц Cornell Notetaking Wyzant.com
- Бумага для заметок Cornell Более десятка предварительно напечатанных блокнотов Cornell Note, рассмотренных на сайте Amazon.com
- Сделайте свой шаблон заметок Корнелл с Word Энн Хеннегар, TimeAtlas.com, 2017. Включает в себя видео, шаблон Word и PDF